# J-12 (航空機)
 J-12（殲撃十二型、Jian-12、歼-12）
中国空軍航空博物館に展示されているJ-12
- 用途：戦闘機
- 分類：軽戦闘機
- 製造者：南昌飛機製造公司
- 初飛行：1970年12月26日
- 運用状況：不採用

J-12（殲撃十二型、Jian-12、歼-12）は、南昌飛機製造公司が開発した中華人民共和国の戦闘機。1978年に計画中止となった。

## 概要
ベトナム戦争でのMiG-17の活躍を評価した中国は、簡易飛行場からの防空を目的とした軽戦闘機の開発を1969年7月に開始した。また、当時中ソ対立によるJ-7（殲撃七型）の就役の遅れが発生した為、純国産戦闘機として大きく期待され、計画から僅か1年5ヶ月で初飛行した。
しかし性能は低調であった。極端に小型軽量化された設計のみならず、文化大革命の混乱も影響している。技術者の"下放"もさる事ながら、一説によると、エリアルールの採用が資本主義的であると否定されたという。
そのため、文革が終息に向かいつつあった1975年に、そのようなイデオロギー的な干渉から解放されて、あらためて大幅な設計変更がなされ、外翼形状変更、ショックコーン追加などを施した第二次試作機が投入された。しかし、無理な機体寸法の小型化という基本は変わる事なく、依然として低性能だった。そのうちにJ-7の量産も目処がつき、J-12は開発続行の意義を失い、計画は中止された。製造数は合計4 - 6機と推定されている。

## スペック
- 全長:10.30 m
- 全幅:7.20 m
- 全高:3.73 m
- 翼面積:16.0 m2
- 空虚重量:3,172 kg
- 最大離陸重量:4,530 kg
- 最大速度:1,300 km/h
- エンジン:WP-6ZA/B付きターボジェット(推力2,500 kg) 1基
- 航続距離:688 km
- 実用上昇限度:16,970 m
- 上昇力：10,800 m/min
- 乗員:1名